# گیلدن ساتون
گیلدن ساتون (به انگلیسی: Guilden Sutton) یک روستا و محله مدنی در بریتانیا است که در چشر غربی و چستر واقع شده‌است. گیلدن ساتون ۱٬۵۲۵ نفر جمعیت دارد.